# Ащанга виняса йога
Аащанга виняса йога е вид йога. „Виняса“, означава „дишам“, а преведена буквално, „виняса“ означава вибрации в рамките на определени параметри. „Ащанга“, от своя страна буквално означава „осем нива“.

## Същност
Ащанга виняса йога, наричана още ащанга йога, е древна йогийска система описана от Вамана Риши и добила голяма популярност извън Европа след 20 век заради учителя Патабхи Джойс. Тя поставя акцент върху осем различни практики:
- Яма (Yama) – правила за обществено поведение, контрол и самодисциплина.
- Нияма (Niyama) – самоопознаването и самодисциплината.
- Асана (Asana) – движенията, практикувани по време на йога.
- Пранаяма (Pranayama) – контрол над дишането.
- Пратяхара (Pratyahara) – на ума от сетивата.
- Дарана (Dharana) – концентрацията над мисълта.
- Дяна (Dhyana) – медитацията.
- Самадхи (Samadhi) – просветлението.

Първите четири практики се считат за външни, докато останалите четири са вътрешни практики. Целта на осемте практики е да обхванат различни поведенчески, физически и духовни съвети.

## Отличителни белези
За разлика от останалите школи, отделните асани са свързани една с друга чрез определени преходни движения. Другата отличителна черта е дишането и синхронът между движенията и дишането. Всяка асана в ащанга виняса йога се изпълнява бавно и хармонично, в синхрон с движението. Всяко движение отговаря на дишане и издишване.